# Neomochtherus macropygus
Neomochtherus macropygus är en tvåvingeart som beskrevs av Tsacas 1968. Neomochtherus macropygus ingår i släktet Neomochtherus och familjen rovflugor. Inga underarter finns listade i Catalogue of Life.